# 大花穗三毛
大花穗三毛（学名：Trisetum spicatum var. alaskanum）为禾本科三毛草属下的一个变种。

## 扩展阅读
- 維基物種上的相關：大花穗三毛